# Happy Valley (Antarktika)
Das Happy Valley (englisch für Glückstal) ist ein hufeisenförmiges, vereistes, über 16 km langes und 5 km breites Tal im westantarktischen Ellsworthland. Es liegt in den Behrendt Mountains.
Eine Mannschaft der University of Wisconsin, die dieses Gebiet zwischen 1965 und 1966 erkundete, gab dem Tal seinen von seiner Form und dessen übertragener Bedeutung abgeleiteten Namen.